# Mecar
Mecar (hebr. מיצר) – kibuc położony w Samorządzie Regionu Golan, w Dystrykcie Północnym, w Izraelu.
Leży w południowej części Wzgórz Golan.
Członek Ruchu Kibuców (Ha-Tenu’a ha-Kibbucit).

## Historia
Kibuc został założony w 1981 roku.

## Gospodarka
Gospodarka kibucu opiera się na rolnictwie i turystyce.